# Nokia 2280
Nokia 2280 – telefon z serii Basic, dostępny w sprzedaży od 2003 roku głównie na potrzeby chińskiego rynku. Cechuje się oryginalnym kształtem oraz wyświetlaczem podświetlanym na biało.

## Funkcje dodatkowe
- zestaw funkcji uruchamianych głosowego
- organizer
- obsługa aplikacji Java
- bezprzewodowy Internet